# Ленінське сільське поселення (Ульотівський район)
Ле́нінське сільське поселення (рос. Ленинское сельское поселение) — сільське поселення у складі Ульотівського району Забайкальського краю Росії.
Адміністративний центр — селище Ленінський.

## Історія
Станом на 2002 рік існував Ленінський сільський округ (село Арей, селище Ленінський). Пізніше село Арей було передане до складу Тангинського сільського поселення.
2013 року було утворено село Старий Ленінськ шляхом виокремлення із селища Ленінський.

## Населення
Населення сільського поселення становить 569 осіб (2019; 658 у 2010, 753 у 2002).

## Склад
До складу сільського поселення входять:
| Населений пункт       | Населення, осіб (2002) | Населення, осіб (2010) |
| --------------------- | ---------------------- | ---------------------- |
| Ленінський, селище    | 753                    | 658                    |
| Старий Ленінськ, село | -                      | -                      |